# Paecilomyces hawkesii
Paecilomyces hawkesii är en svampart som beskrevs av Z.M. Xiao, T.B. Li & Q.T. Chen 1984. Paecilomyces hawkesii ingår i släktet Paecilomyces och familjen Trichocomaceae.   Inga underarter finns listade i Catalogue of Life.